# Borna Sosa
Borna Sosa, född 21 januari 1998 i Zagreb i Kroatien, är en kroatisk professionell fotbollsspelare som spelar för Torino, på lån från Ajax och Kroatiens landslag.

## Karriär
Den 17 augusti 2024 lånades Sosa ut av Ajax till Torino på ett säsongslån.